# American Gods
American Gods  é um romance de Neil Gaiman. O romance é uma mistura de fantasia e várias vertentes da mitologia antiga e moderna, tudo centralizado em um misterioso e taciturno protagonista Shadow. É o quarto romance de Neil Gaiman, sendo precedido por Good Omens (uma colaboração com Terry Pratchett), Neverwhere e Stardust. Vários dos temas abordados no livro foram previamente vislumbrado na série de romances gráficos Sandman.
O livro foi publicado em 2001 pela Headline no Reino Unido e pela William Morrow, nos Estados Unidos. Uma edição especial de 10 anos, com o "texto preferido do autor", que inclui um adicional de 12 mil palavras, foi publicado pela William Morrow, em junho de 2011. O texto é idêntico ao da edição limitada assinada e numerada, que foi lançado pela Hill House Publishers, em 2003. Ele também fez uma turnê livro muito extensa e esgotada comemorando o aniversário de 10 anos e promover este livro em 2011.
O romance venceu o prémio Hugo e o prémio Nebula, ambos na categoria de Melhor Romance, em 2002. Recebeu uma adaptação televisiva a partir de 2017.

## História
A premissa central do romance é a de que os deuses e as criaturas mitológicas existem porque as pessoas acreditam neles. Os imigrantes que chegaram aos Estados Unidos levaram consigo espíritos e deuses. Porém, o poder destes seres mitológicos foi diminuindo à medida que as crenças das pessoas foram desaparecendo. No entanto surgiram novos deuses que refletem as obsessões dos americanos como a mídia, as celebridades, a tecnologia e as drogas, entre outros.
Shadow é um ex-condenado que é libertado mais cedo da prisão quando a sua esposa Laura Moon e o seu melhor amigo Robbie morrem num acidente de carro, deixando-o completamente só. Shadow, que também está falido, aceita trabalhar como guarda-costas para um vigarista misterioso chamado Mr. Wednesday que parece saber mais sobre a sua vida do que deixa transparecer. Shadow e Wednesday viajam por todos os Estados Unidos para visitarem os colegas estranhos de Wednesday até Shadow perceber que Wednesday é a encarnação do deus Odin. Wednesday está a tentar reunir manifestações americanas dos Velhos Deuses da mitologia antiga, cujos poderes diminuíram com o decréscimo de crentes, para participarem numa batalha épica contra os Novos Deuses Americanos: manifestações da vida moderna e da tecnologia tais como a internet, a mídia e os meios de transporte modernos. Shadow conhece muitos deuses e criaturas mágicas, incluindo Mr. Nancy (Ananse), Czernobog e um duende chamado Mad Sweeney que lhe oferece uma moeda de ouro mágica. Shadow lança a moeda para a cova da mulher, o que faz com que ela regresse dos mortos.
Shadow e Wednesday tentam convencer os Velhos Deuses a lutar contra os novos, mas a maioria mostra-se relutante em participar. Os Novos Deuses capturam Shadow (através de um grupo de Homens de Negro sombrios liderados pelo misterioso Mr. World), mas Laura salva-o e mata vários Homens de Negro. Wednesday esconde Shadow com alguns deuses egípcios fugidos (Tot, Anúbis e Bastet; no romance Mr. Ibis, Mr. Jaquel e um gato castanho comum) que têm uma casa funerária em Illinois. Depois leva-o para uma vila calma nos Grande Lagos, Lakeside. Aqui Shadow conhece muitos habitantes locais caricatos, incluindo Hinzelmann, um idoso que conta histórias fantasiosas à sua maneira, e Chad Mulligan o chefe da polícia local. Lakeside é um local pacífico e idílico, mas Shadow suspeita que se passa algo de errado. Enquanto que as vilas vizinhas foram abandonadas, Lakeside resiste misteriosamente. Além disso, acontecem desaparecimentos de crianças com bastante frequência. Shadow não consegue investigar mais uma vez que se encontra ocupado a viajar pelos Estados Unidos com Wednesday e a conhecer personagens como Johnny Appleseed e a deusa Ostara para pedir a sua ajuda. Durante todas as viagens, os dois são perseguidos por Homens de Negro, particularmente por Mr. Town que culpa Shadow pela morte dos seus amigos.
Por fim, os Novos Deuses mostram-se disponíveis para negociar termos com Wednesday, mas matam-no no encontro. Este ato leva os Velhos Deuses a partir para a ação e a unirem-se com um objetivo comum para batalhar. Shadow está obrigado pelo seu contrato com Wednesday a fazer uma vigília que consiste em recriar a imagem de Odin pendurado na "Árvore do Mundo" com uma lança a perfurá-lo. Shadow morre e visita a terra dos mortos onde é guiado por Tot e julgado por Anúbis. Páscoa acaba por o ressuscitar. Durante o tempo em que passa entre a vida e a morte Shadow descobre que é filho de Wednesday e que foi concebido como parte do plano da divindade. Ele apercebe-se de que o Mr. World é secretamente Loki Liesmith e de que Odin e Loki trabalharam juntos numa burla. Eles orquestraram o nascimento de Shadow, o seu encontro com Loki disfarçado na prisão e a morte de Laura. Como parte da burla, Loki tinha pedido o assassinato de Odin para que a batalha entre os Novos e os Velhos Deuses servisse como um sacrifício para Odin, o que restauraria os seus poderes, enquanto Loki se alimentaria do caos da batalha.
Shadow chega a Rock City, o local da batalha a tempo de a impedir. Ele explica que os dois lados não têm nada a ganhar e têm tudo a perder e que os únicos vencedores serão Loki e Odin. Shadow diz-lhes ainda que os Estados Unidos são um mau local para os deuses e que eles deviam regressar aos seus países. Os deuses partem, o fantasma de Odin desaparece e Laura impala Loki num ramo da Árvore do Mundo. Ela acaba por morrer de vez quando Shadow lhe retira a moeda mágica.
Shadow regressa a Lakeside onde descobre finalmente o segredo da vila. As crianças desaparecidas são raptadas por Hindelmann que é um kobold. Hinzelmann abençoou e protegeu a vila, fazendo-a prosperar apesar das dificuldades que assolaram o resto da região em troca do sacrifício dos habitantes mais novos. Shadow provoca a morte de Hinzelmann.
Na Islândia, Shadow conhece outra encarnação de Odin que foi criada pela crença dos colonos originais daquele país e que é, portanto, uma versão muito mais próxima da mitologia original de Odin do que Wednesday. Shadow culpa Odin pelas ações de Wednesday, ao que Odin responde: "Ele era eu, sim. Mas eu não sou ele". Shadow oferece a Odin o olho de vidro de Wednesday e ele coloca-o num saco de cabedal. Shadow faz um truque simples de moeda que encanta Odin o suficiente para lhe pedir para o repetir. Então, Shadow faz um pouco de magia verdadeira ao fazer aparecer uma moeda de ouro do nada. Ele lança-a ao ar e, sem esperar para ver se ela chega a cair, desce uma colina e afasta-se do deus.
O livro também inclui várias histórias secundárias e cenas adicionais que detalham as aventuras de vários seres mitológicos da América. A Rainha de Sabá trabalha como prostituta e mantém-se jovem e poderosa por se alimentar dos homens com quem dorme; um vendedor de Oman conhece um Ifrit que é taxista; os primeiros exploradores viquingues que chegam à América trazem consigo os seus deuses, incluindo Odin; uma mulher da Cornualha torna-se fugitiva no novo mundo e sem se aperceber espalha pixies e fadas da sua região de origem; os escravos da África levam os seus deuses tribais para as ilhas das Caraíbas e para a América; e em 14 000 a.C. nascem os deuses dos primeiros imigrantes da América.

## Personagens
- Shadow Moon – Um ex-condenado que se torna no guarda-costas e "moço de recados" de Mr. Wednesday, uma encarnação do deus nórdico Odin.
- Laura Moon - A esposa de Shadow Moon que morreu num acidente de automóvel no início do romance poucos dias antes da data de libertação de Shadow da prisão.
- Samantha "Sam" Black Crow - Uma estudante universitária que Shadow conhece durante a sua viagem quando esta lhe pede boleia. Ela torna-se na sua confidente e pode ter ligações místicas próprias.
- Chad Mulligan - Um chefe de polícia de bom coração que se torna amigo de Shadow em Lakeside.

Velhos Deuses:
- Mr. Wednesday – Odin, o deus nórdico do conhecimento e da sabedoria, aspetos que ele usa para sua vantagem como burlão. Ele passa a maioria da história a tentar reunir os velhos deuses para se juntarem a ele numa guerra inevitável.
- Czernobog – O deus eslavo da escuridão e irmão gémeo de Bielebog, o deus da luz.
- Irmãs Zorya  - As irmãs Zorya, parentes de Czernobog, são irmãs que representam a Estrela da Manhã (Zorya Utrennyaya), a Estrela da Noite (Zorya Vechernyaya) e a Estrela da Meia-Noite (Zorya Polunochnaya). De acordo com a crença eslava, elas servem Dažbog que vigia o cão do dia do julgamento, Simargl, que está preso à estrela Polaris na constelação da Ursa Menor, o "pequeno urso". Se a corrente que o prende alguma vez se quebrar, o cão devorará o mundo.
- Mr. Nancy – Ananse, um homem-aranha trapaceiro com origem em lendas africanas. É costume troçar das pessoas pela sua estupidez, um aspeto comum da sua personalidade nas velhas lendas.
- Mr. Ibis – Tot, o deus egípcio do conhecimento e da escrita. Ele é dono de uma casa funerária em conjunto com Mr. Jacquel na cidade de Cairo, Illinois. Tem como costume escrever pequenas biografias das pessoas que levaram os seres mitológicos para a América.
- Mr. Jaquel – Anúbis, o deus egípcio da morte e da mumificação. É um perito na preparação de cadáveres para velórios.
- Easter – Ēostre, a deusa da Páscoa.
- Mad Sweeney – Suibhne, o rei de uma velha lenda irlandesa. Apesar de não ser retratado dessa forma nesta história, ele chama a si de próprio "Duende", talvez para se referir à forma como os irlandeses são vistos nos Estados Unidos. É um bêbado mal educado que é mais alto do que se espera.
- Whiskey Jack – Wisakedjak, uma figura trapaceira da mitologia algnquina. Ele vive perto de uma reserva do povo dacota com John Chapman onde é confundido com um forlktomi, um trapaceiro da sua cultura.
- John Chapman – Johnny Appleseed
- Low-Key Lyesmith – Loki, o deus nórdico da travessura e da astúcia.
- Hinzelmann - Um kobold que dantes era venerado como um deus tribal por antigas tribos germânicas. Ele protege a vila de Lakeside disfarçado de idoso através do sacrifício de uma criança por ano.
- Bilquis - Rainha de Sabá,, de acordo com a Bíblia. Acredita-se também que seja meia-jinn. Ela surge como uma prostituta que devora homens através da sua vagina.
- Mama-Ji - Kali, a deusa hindu do tempo e da destruição. Não concorda com os ideiais de Wednesday, mas acaba por se tornar sua aliada.

Novos Deuses:
- The Technical Boy – O novo deus da tecnologia e da internet. Ele persiste na ideia de que os novos deuses devem vencer os velhos deuses. Na qualidade da personificação da internet, o seu aspeto assemelha-se ao estereótipo do utilizador gordo, arrogante e que vive na cave. Veste-se como as personagens do filme The Matrix porque acredita que tal o faz parecer fixe. Ainda parece um adolescente com acne grave porque é novo quando comparado com os outros novos deuses (apesar de se estar a tornar rapidamente num dos mais poderosos deles). As outras personagens chamam-no de "o miúdo gordo".
- Media – A nova deusa da televisão e da mídia. Ela assume várias vezes a forma da personagem Lucy Ricardo da série televisiva "I Love Lucy".
- Mister World – O novo deus da globalização, espionagem, agências secretas e teorias de conspiração. Foi criado a partir da obsessão dos norte-americanos com helicópteros pretos e com os Homens de Negro.
- The Intangible - O novo deus do dinheiro e da bolsa de valores, a personificação da "mão invisível do mercado". Ele prefere não se encontrar diretamente com os velhos deuses porque "estão completamente a favor da ideia de deixar as forças do mercado tratarem do assunto".

## Adaptação para a TV
Em julho de 2014, o canal Starz anunciou que estava a desenvolver uma série baseada no romance American Gods com Bryan Fuller e Michael Green. A notícia surgiu alguns meses depois de o canal HBO ter desistido do projeto após vários anos de desenvolvimento e de três argumentos para um episódio piloto.
O primeiro trailer da série foi apresentado na Comic Con de 2016. No mesmo evento foi revelado que esta deverá ter pelo menos três temporadas e que terá novo material aprovado pelo autor Neil Gaiman. A série estreou em 2017, com Ian McShane como Wednesday, Ricky Whittle como Shadow Moon, e Emily Browning como Laura Moon. Internacionalmente, a série está no serviço de streaming Amazon Video.

## Continuação
Numa entrevista com a MTV News publicada em 22 de junho de 2011, Neil Gaiman anunciou que tinha planos para escrever uma continuação direta de American Gods. Na altura em que escreveu o primeiro livro, Neil já imaginava que este teria uma continuação. O segundo livro deverá focar-se mais nos Novos Deuses. Em dezembro de 2011, Neil anunciou que iria começar a trabalhar no que será o American Gods 2 no mês seguinte.